# Davide Callà
Davide Callà (Winterthur, 23 gennaio 1984) è un allenatore di calcio ed ex calciatore svizzero, di ruolo centrocampista, attuale vice allenatore del Basilea.

## Biografia
Nato e cresciuto in Svizzera, ha anche la cittadinanza italiana, essendo figlio di emigrati.

## Carriera

### Club
Cresce calcisticamente nel Wil, squadra di 2ª divisione svizzera, e nel 2004 viene ceduto al Servette, che dopo pochi mesi lo cede al San Gallo, in prima divisione. Nel club bianco-verde milita per quattro campionati, nei quali indossa anche la fascia di capitano.
Per il campionato 2008-2009 viene acquistato dal Grasshoppers, nel quale si afferma come titolare e col quale ha giocato anche in Europa League nel 2009. Dal 2012 indossa la maglia dell'Aarau, dove è stato ceduto in prestito e con cui fino al 2014 ha ottenuto 50 presenze e ben 25 gol in campionato. Nel mercato invernale 2014 è passato al Basilea.

### Nazionale
Ha disputato 22 partite segnando 3 reti nella Nazionale Under 21 della Svizzera dal 2004 al 2006 ed ha partecipato al campionato europeo Under-21 2004.

## Palmarès

### Competizioni nazionali
- Challenge League: 1

Aarau: 2012-2013
- Campionato svizzero: 4

Basilea: 2013-2014, 2014-2015, 2015-2016, 2016-2017
- Coppa Svizzera: 2

Wil: 2003-2004
Basilea: 2016-2017